# Sommer-Paralympics 2008/Teilnehmer (Namibia)
| stlisierte Goldmedaille | stlisierte Silbermedaille | stlisierte Bronzemedaille |
| ----------------------- | ------------------------- | ------------------------- |
| —                       | —                         | 1                         |

Namibia nahm mit einem Athleten, dem Diskuswerfer Reginald Benade, an den Sommer-Paralympics 2008 im chinesischen Peking teil, der auch Fahnenträger beim Einzug der Mannschaft war. Er errang die Bronzemedaille im Diskuswurf (F35/36).

## Teilnehmer nach Sportart

### Leichtathletik
Männer
- Reginald Benade

Diskuswurf (F35/36): Bronze 